# Rădăuți-Prut (gmina)
Rădăuți-Prut – gmina w Rumunii, w okręgu Botoszany. Obejmuje miejscowości Miorcani, Rădăuți-Prut i Rediu. W 2011 roku liczyła 3339 mieszkańców.